# 니시구치 레오
니시구치 레오(일본어: 西口 黎央, 1997년 8월 21일 ~ )는 일본의 축구 선수로 현재 대한민국 K3리그의 경주 한국수력원자력에서 공격수로 활동 중이다.

## 참고 문헌
- “니시구치 레오”. 《경주 한국수력원자력 FC》. 한수원축구단.